# Tőkés István
Tőkés István (Málnás, 1916. augusztus 8. – Kolozsvár, 2016. január 15.) református lelkész, egyházi író, teológiai professzor, lapszerkesztő, Tőkés József (1884–1951) fia, Tőkés László (1952–) apja.

## Életpályája
Középiskolai tanulmányait a sepsiszentgyörgyi Székely Mikó Kollégiumban végezte, majd a kolozsvári református teológia elvégzése (1938) után külföldi tanulmányútra ment. Németországban és Svájcban képezte magát, ahonnan Vásárhelyi János egykori püspök hívta vissza Erdélybe. 1940 augusztusában kinevezték püspöki titkárnak Kolozsvárt. E megbízással párhuzamosan volt főiskolai lelkész 1945 decemberéig. 1945-ben kinevezték az Erdélyi Református Egyházkerület központjában létrehozott egyházigazgatói, előadótanácsosi állásba, amelyet 33 évig töltött be. 1973-ban fogadta el a Protestáns Teológia Tanácsának meghívását a Református Újszövetségi Exegézis és Bibliai Teológia tanszékre, nyilvános, rendes professzori minőségben. Az intézet vezetősége Tőkés Istvánt erre a szolgálatra már az 1960-as években is javasolta, de az állami hatóságok visszautasították a kezdeményezést. Professzori megbízatását tíz éven át töltötte be, 1983 novemberéig, amikor is külső nyomásra, 67 éves korában nyugdíjazták.
Tőkés István is szembeszállt 1989 májusában a kommunista típusú egyházi vezetéssel, mint református lelkész. Egy gyűlésen felállt és a következőket mondta: Aki az Úr Krisztus akaratával ellentétesen tevékenykedik az egyházban – akár püspök, akár más beosztású, vagy legyen állami szerveknél képviselő –, annak nem szabad engedelmeskedni.
Több mint száz tanulmányt írt, megjelent 15 önálló kötete, amelyek közül kiemelkedik az 1948-ban megírt a Román Népköztársaságban levő Református Egyház statútuma első főrésze, a Második Helvét Hitvallás magyarázata (latin-magyar kétnyelvű szöveg), a Bibliai hermeneutika története c. doktori dolgozata, a Korintusiakhoz írott első és második levél magyarázata, valamint a Hétköznapok és ünnepnapok című prédikációs kötet. A kolozsvári Református Szemle szerkesztője volt több mint tíz éven keresztül, 1978-ig, 1969-ben megalapította a folyóirat Gyülekezeti mellékletét.
Az 1989-es romániai forradalom után 1990. március 19-én megalakult Kolozsváron a Romániai Magyar Kereszténydemokrata Párt, elnökévé Tőkés Istvánt választották, e tisztséget 1992. december 19-ig vállalta, önként lépett vissza, utódlásával Varga Imre református lelkészt bízta meg a párt vezetősége.

## Díjak, elismerések
- Pro Ecclesia díj (2006)
- A Magyar Köztársasági Érdemrend tisztikeresztje (2011)
- A Magyar Érdemrend középkeresztje a csillaggal (2012)